# Trimble County
Trimble County är ett administrativt område i delstaten Kentucky, USA. År 2010 hade countyt 8 809 invånare. Den administrativa huvudorten (county seat) är Bedford. 

## Geografi
Enligt United States Census Bureau har countyt en total area på 405 km². 386 km² av den arean är land och 19 km² är vatten. 

### Angränsande countyn
- Jefferson County, Indiana - norr, över Ohiofloden
- Carroll County - öst
- Henry County - sydost
- Oldham County - sydväst
- Clark County, Indiana - väster, över Ohiofloden